# Nordic Futsal Cup 2016
Nordic Futsal Cup 2016 var den tredje upplagan av Nordic Futsal Cup, och spelades i Jönköping och Skövde i Sverige. Turneringen vanns av Finland.

## Tabell
| Nr | Lag      | S | V | O | F | GM | IM | MS  | P  |
| -- | -------- | - | - | - | - | -- | -- | --- | -- |
| 1  | Finland  | 4 | 4 | 0 | 0 | 16 | 5  | +11 | 12 |
| 2  | Sverige  | 4 | 2 | 1 | 1 | 11 | 4  | +7  | 7  |
| 3  | Danmark  | 4 | 1 | 1 | 2 | 10 | 11 | −1  | 4  |
| 4  | Norge    | 4 | 1 | 0 | 3 | 6  | 12 | −6  | 3  |
| 5  | Grönland | 4 | 1 | 0 | 3 | 10 | 21 | −11 | 3  |

## Matcher
|             | 30 november 2016 | Finland                                              | 4 – 0           | Norge | Arena Skövde                             |                                          |
| 15:00 UTC+1 | 15:00 UTC+1      | Mikko Kytölä 14′ Panu Autio 17′, 26′ Miika Hosio 18′ | (3 – 0) Rapport |       | Skövde Domare: Fredric Nilholt (Sverige) | Skövde Domare: Fredric Nilholt (Sverige) |
| 15:00 UTC+1 | 15:00 UTC+1      |                                                      |                 |       | Skövde Domare: Fredric Nilholt (Sverige) | Skövde Domare: Fredric Nilholt (Sverige) |
| 15:00 UTC+1 | 15:00 UTC+1      |                                                      |                 |       | Skövde Domare: Fredric Nilholt (Sverige) | Skövde Domare: Fredric Nilholt (Sverige) |

|             | 30 november 2016 | Danmark                  | 2 – 2           | Sverige                | Arena Skövde                                  |                                               |
| 17:30 UTC+1 | 17:30 UTC+1      | 25′ (sjm.) Adam Fogt 32′ | (0 – 1) Rapport | 9′, 32′ Stefan Ostojic | Skövde Publik: 863 Domare: Omar Rafiq (Norge) | Skövde Publik: 863 Domare: Omar Rafiq (Norge) |
| 17:30 UTC+1 | 17:30 UTC+1      |                          |                 |                        | Skövde Publik: 863 Domare: Omar Rafiq (Norge) | Skövde Publik: 863 Domare: Omar Rafiq (Norge) |
| 17:30 UTC+1 | 17:30 UTC+1      |                          |                 |                        | Skövde Publik: 863 Domare: Omar Rafiq (Norge) | Skövde Publik: 863 Domare: Omar Rafiq (Norge) |

|             | 1 december 2016 | Danmark | 0 – 2           | Norge                    | Arena Skövde                                       |                                                    |
| 15:00 UTC+1 | 15:00 UTC+1     |         | (0 – 2) Rapport | 17′, 20′ Kim Rune Ovesen | Skövde Publik: 128 Domare: Toni Lehtinen (Finland) | Skövde Publik: 128 Domare: Toni Lehtinen (Finland) |
| 15:00 UTC+1 | 15:00 UTC+1     |         |                 |                          | Skövde Publik: 128 Domare: Toni Lehtinen (Finland) | Skövde Publik: 128 Domare: Toni Lehtinen (Finland) |
| 15:00 UTC+1 | 15:00 UTC+1     |         |                 |                          | Skövde Publik: 128 Domare: Toni Lehtinen (Finland) | Skövde Publik: 128 Domare: Toni Lehtinen (Finland) |

|             | 1 december 2016 | Finland                                                                                     | 6 – 4           | Grönland                                                          | Arena Skövde                                  |                                               |
| 17:30 UTC+1 | 17:30 UTC+1     | Miika Hosio ?′ Iiro Vanha ?′, ?′ Arber Istrefi ?′ Markus Rautiainen ?′ Jaakko Alasuutari ?′ | (3 – 0) Rapport | ?′ Ari Hermann ?′ Markus Jensen ?′ Fredrik Funch ?′ Johan Broberg | Skövde Publik: 136 Domare: Omar Rafiq (Norge) | Skövde Publik: 136 Domare: Omar Rafiq (Norge) |
| 17:30 UTC+1 | 17:30 UTC+1     |                                                                                             |                 |                                                                   | Skövde Publik: 136 Domare: Omar Rafiq (Norge) | Skövde Publik: 136 Domare: Omar Rafiq (Norge) |
| 17:30 UTC+1 | 17:30 UTC+1     |                                                                                             |                 |                                                                   | Skövde Publik: 136 Domare: Omar Rafiq (Norge) | Skövde Publik: 136 Domare: Omar Rafiq (Norge) |

|             | 2 december 2016 | Norge                                                    | 3 – 4   | Grönland                                                           | Jönköpings Idrottshus                         |                                               |
| 15:00 UTC+1 | 15:00 UTC+1     | Niklas Espegren ?′ Tobias Schjetne ?′ Milos Vucenovic ?′ | Rapport | ?′ Markus Jensen ?′ Nikki Petersen ?′ Niklas Thorleifsen ?′ (sjm.) | Jönköping Domare: Kirill Naishouler (Finland) | Jönköping Domare: Kirill Naishouler (Finland) |
| 15:00 UTC+1 | 15:00 UTC+1     |                                                          |         |                                                                    | Jönköping Domare: Kirill Naishouler (Finland) | Jönköping Domare: Kirill Naishouler (Finland) |
| 15:00 UTC+1 | 15:00 UTC+1     |                                                          |         |                                                                    | Jönköping Domare: Kirill Naishouler (Finland) | Jönköping Domare: Kirill Naishouler (Finland) |

|             | 2 december 2016 | Sverige | 0 – 1           | Finland          | Jönköpings Idrottshus                              |                                                    |
| 19:30 UTC+1 | 19:30 UTC+1     |         | (0 – 0) Rapport | 30′ Mikko Kytölä | Jönköping Publik: 1 094 Domare: Omar Rafiq (Norge) | Jönköping Publik: 1 094 Domare: Omar Rafiq (Norge) |
| 19:30 UTC+1 | 19:30 UTC+1     |         |                 |                  | Jönköping Publik: 1 094 Domare: Omar Rafiq (Norge) | Jönköping Publik: 1 094 Domare: Omar Rafiq (Norge) |
| 19:30 UTC+1 | 19:30 UTC+1     |         |                 |                  | Jönköping Publik: 1 094 Domare: Omar Rafiq (Norge) | Jönköping Publik: 1 094 Domare: Omar Rafiq (Norge) |

|             | 3 december 2016 | Danmark | 7 – 2           | Grönland                       | Arena Skövde                          |                                       |
| 13:00 UTC+1 | 13:00 UTC+1     | Lukas Christoffersen 3′ Zakaria El-Ouaz 11′ Ibrahim Badran 23′, 29′ Kevin Jørgensen 26′ Magnus Rasmussen 38′ Jannik Mehlsen 39′ | (2 – 1) Rapport | 4′ Nick Reimer 34′ Katu Madsen | Skövde Domare: Ademir Avdic (Sverige) | Skövde Domare: Ademir Avdic (Sverige) |
| 13:00 UTC+1 | 13:00 UTC+1     | |                 |                                | Skövde Domare: Ademir Avdic (Sverige) | Skövde Domare: Ademir Avdic (Sverige) |
| 13:00 UTC+1 | 13:00 UTC+1     | |                 |                                | Skövde Domare: Ademir Avdic (Sverige) | Skövde Domare: Ademir Avdic (Sverige) |

|             | 3 december 2016 | Sverige                                                  | 4 – 1           | Norge               | Arena Skövde                                      |                                                   |
| 15:30 UTC+1 | 15:30 UTC+1     | Emilio Rossi 2′ Nicklas Asp 16′ Kristian Legiec 22′, 39′ | (2 – 0) Rapport | 37′ Niklas Espegren | Skövde Publik: 676 Domare: David Nissen (Danmark) | Skövde Publik: 676 Domare: David Nissen (Danmark) |
| 15:30 UTC+1 | 15:30 UTC+1     |                                                          |                 |                     | Skövde Publik: 676 Domare: David Nissen (Danmark) | Skövde Publik: 676 Domare: David Nissen (Danmark) |
| 15:30 UTC+1 | 15:30 UTC+1     |                                                          |                 |                     | Skövde Publik: 676 Domare: David Nissen (Danmark) | Skövde Publik: 676 Domare: David Nissen (Danmark) |

|             | 4 december 2016 | Finland                                                      | 5 – 1           | Danmark       | Arena Skövde                      |                                   |
| 14:00 UTC+1 | 14:00 UTC+1     | Miika Hosio 10′ Jarmo Junno 13′, 25′ Rami Tirkkonen 30′, 38′ | (2 – 0) Rapport | 26′ Adam Fogt | Skövde Domare: Omar Rafiq (Norge) | Skövde Domare: Omar Rafiq (Norge) |
| 14:00 UTC+1 | 14:00 UTC+1     |                                                              |                 |               | Skövde Domare: Omar Rafiq (Norge) | Skövde Domare: Omar Rafiq (Norge) |
| 14:00 UTC+1 | 14:00 UTC+1     |                                                              |                 |               | Skövde Domare: Omar Rafiq (Norge) | Skövde Domare: Omar Rafiq (Norge) |

|             | 4 december 2016 | Sverige                                                                      | 5 – 0           | Grönland | Arena Skövde                               |                                            |
| 16:30 UTC+1 | 16:30 UTC+1     | Nicklas Asp 6′ Fredrik Söderqvist 7′, 23′ Aday Kaplan 35′ Sargon Abraham 37′ | (2 – 0) Rapport |          | Skövde Domare: Kirill Naishouler (Finland) | Skövde Domare: Kirill Naishouler (Finland) |
| 16:30 UTC+1 | 16:30 UTC+1     |                                                                              |                 |          | Skövde Domare: Kirill Naishouler (Finland) | Skövde Domare: Kirill Naishouler (Finland) |
| 16:30 UTC+1 | 16:30 UTC+1     |                                                                              |                 |          | Skövde Domare: Kirill Naishouler (Finland) | Skövde Domare: Kirill Naishouler (Finland) |